# 祭天金人

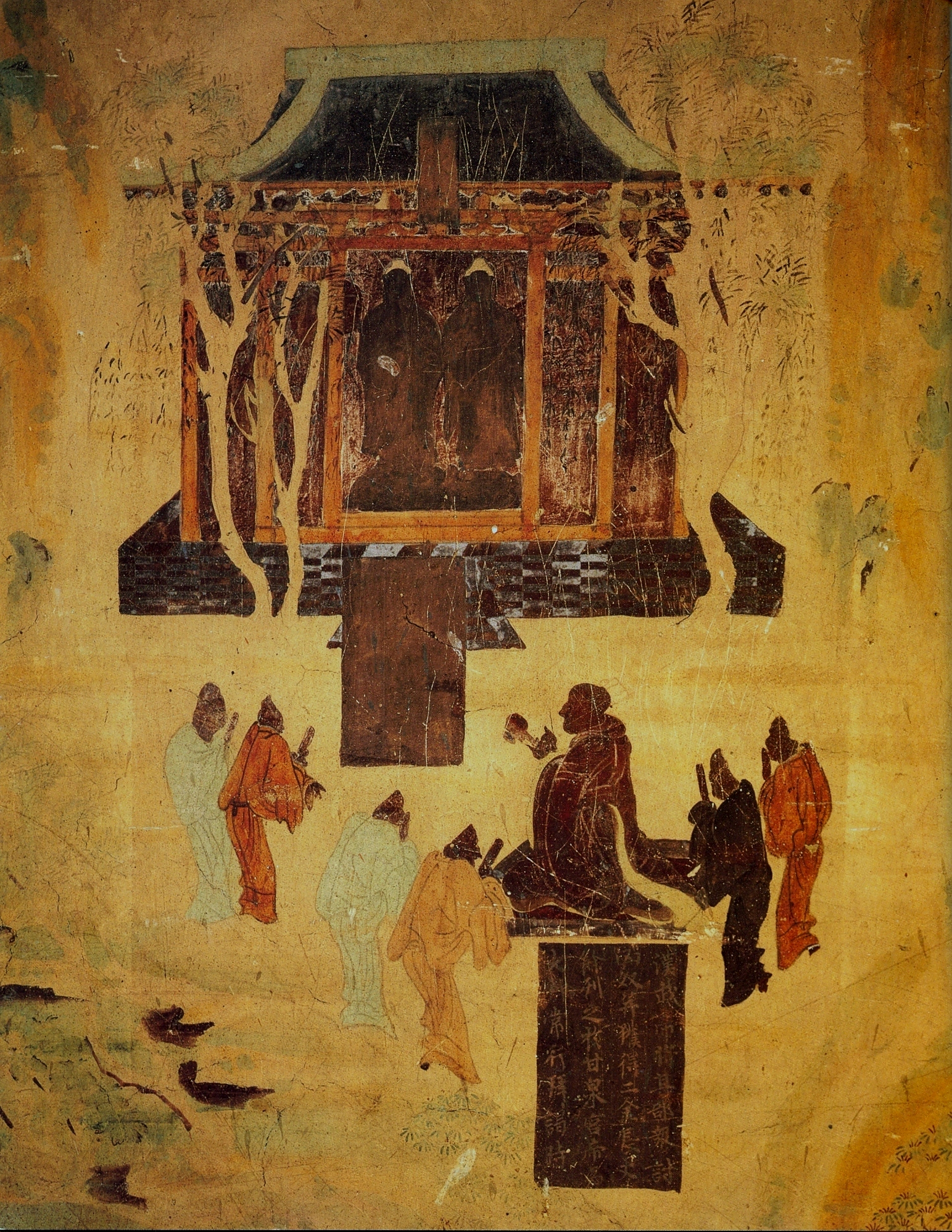
敦煌莫高窟出土的漢武帝禮佛圖，此佛像實為祭天金人。

祭天金人是《史記》和《漢書》中提到的匈奴休屠王用來祭天的金色塑像。
根據《史記》及《漢書》的記載，元狩二年（前121年），漢朝派遣驃騎將軍霍去病出隴西，過焉耆山千餘里，斬殺匈奴八千餘人，並虜獲休屠王的祭天金人，將其作為戰利品帶回長安。
南朝梁的劉孝標注釋《世說新語》時，援引了《漢武故事》中的說法：漢武帝在位期間，昆邪王殺死休屠王投降漢朝，因此得到了金人之神，將其放在甘泉宮中。這些金人用於祭祀，其高度有一丈多，祭祀時不用犧牲牛羊，只要燒香禮拜即可。漢武帝命令依照其國俗進行祭祀。

## 考證
祭天金人是何物不詳，在古代它曾被普遍認為是佛像，例如北魏的崔浩就認為被虜獲的是金製的佛像。《魏書》將此故事收錄於「釋老志」中，聲稱漢武帝祭祀金人的事件為「佛道流通之漸」。此後漢明帝夜間夢見脖子上發出日光的金人，訪問群臣，傅毅說這是佛，因此派人前往天竺求取佛經，自此佛教傳入中國。然而在近代，佛像說遭到不少學者的反對。學者湯用彤指出匈奴敬天神，而史料明確說明金人是用來祭天的，因此「祭天金人是佛像」的說法並不可信。
丁福保提出了另一種說法，認為祭天金人可能是祆教的光明之神阿胡拉·馬茲達。
學者Lucas Christopoulos則認為，祭天金人的描述與保薩尼亞斯所描述的奧林匹亞宙斯神像很相似，因此祭天金人可能是宙斯的金製神像。他還認為休屠王是希臘-巴克特里亞王國歐西德莫斯王朝王室的後裔，「休屠」可能是希臘語「救贖者」（希臘語：Σωτήρ）的對音，其二子日磾、倫，則對應希臘人名季米特里奧斯（Δημήτριος）、利奧（λέων）。
韓國學者朱載赫（주채혁）認為，祭天金人可能是閃米特神祗埃爾的金製塑像。
此外，還有薩滿天神塑像說、希臘戰神阿瑞斯說、秦代十二金人說等假說。